# 그린델발트-멘리헨 곤돌라 케이블카

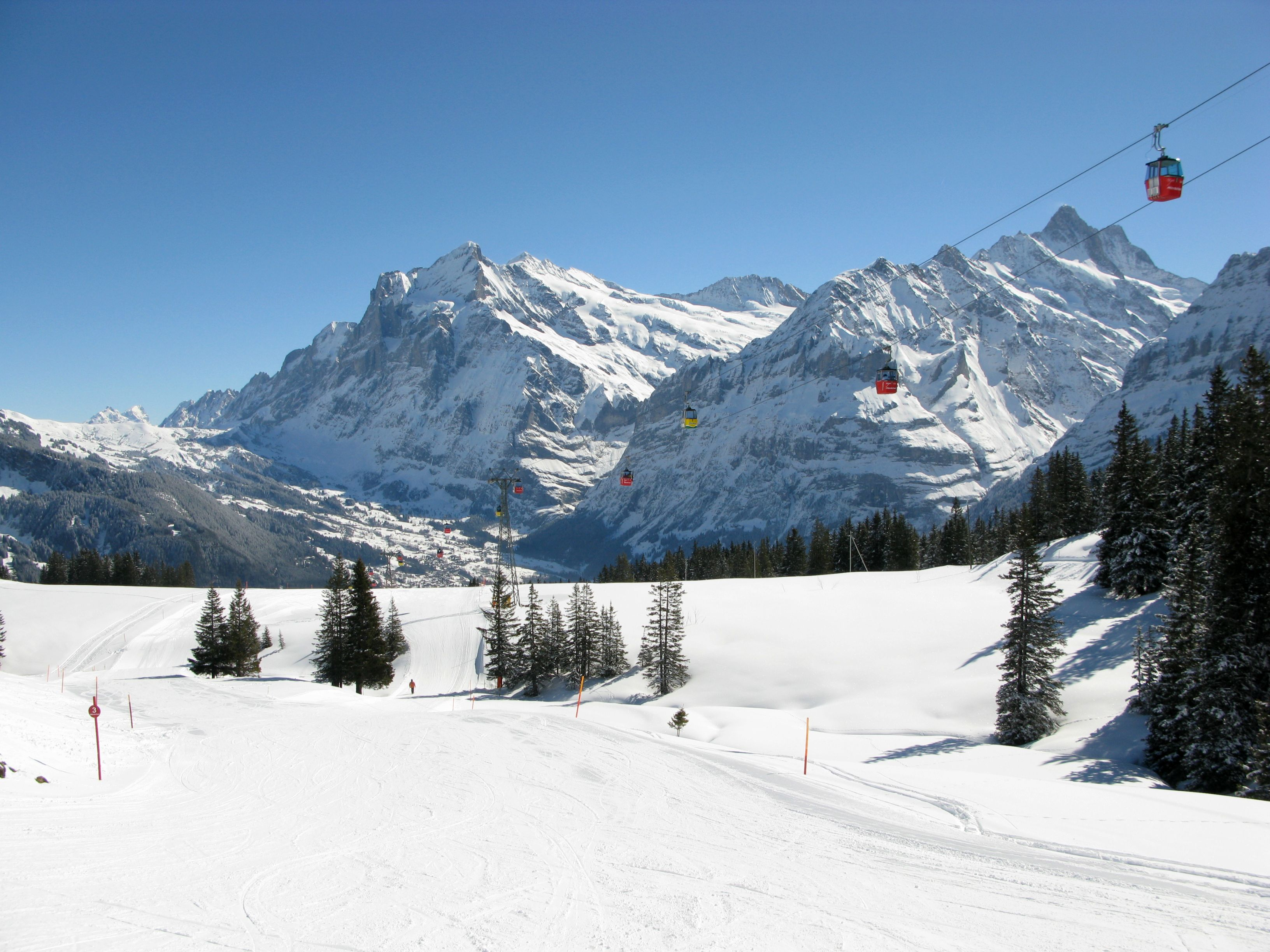
계곡의 풍경, 배경에 베터호른과 슈렉호른이 있다

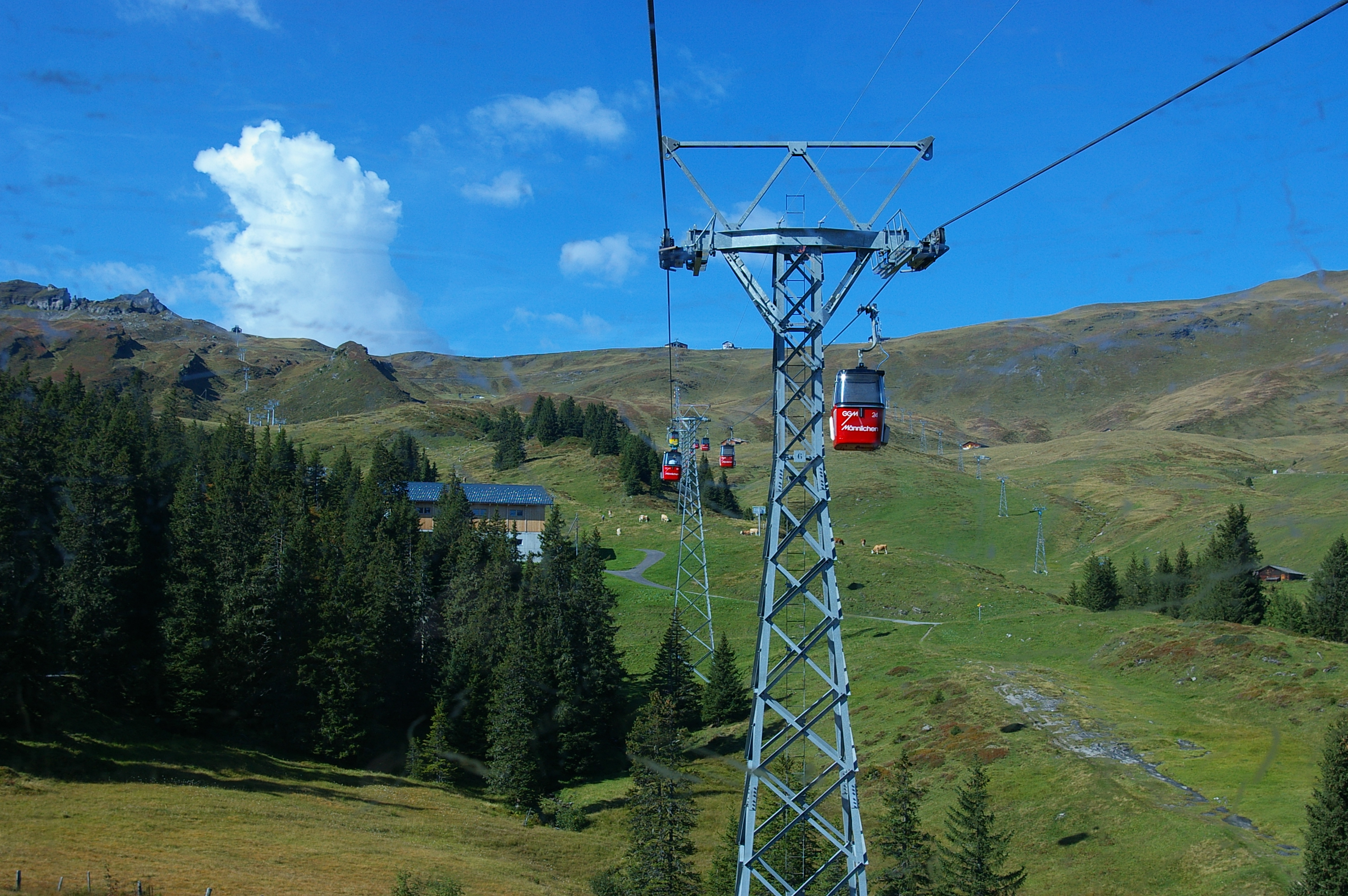
정상 쪽의 풍경

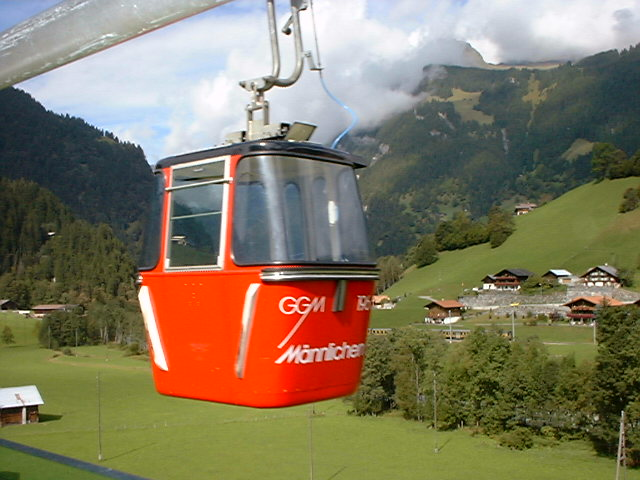
여름 풍경, 그린델발트 그룬트 근처

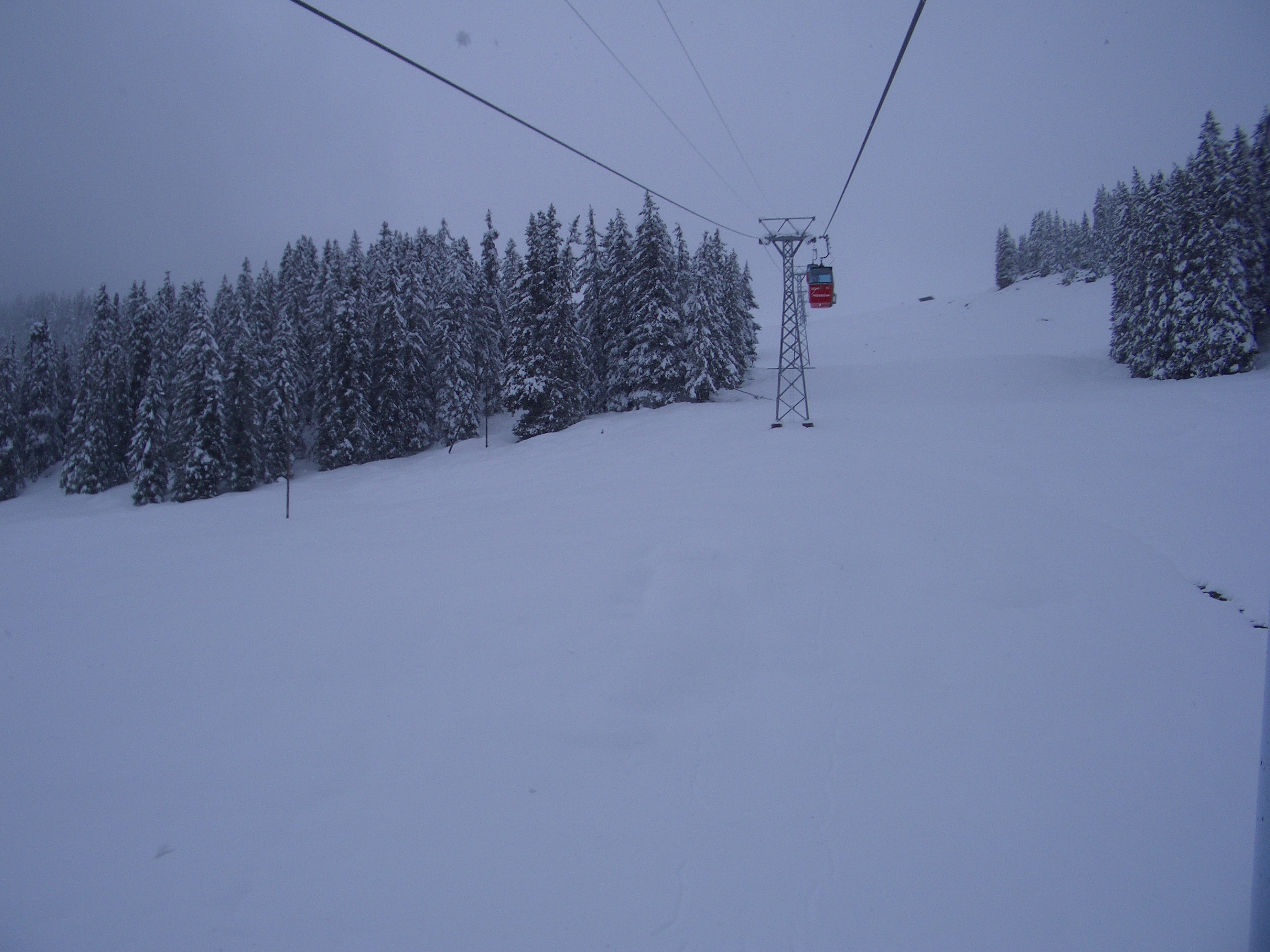
곤돌라에서 보는 겨울 풍경

그린델발트-멘리헨 곤돌라 케이블카(독일어: Gondelbahn Grindelwald-Männlichen, GGM)는 그린델발트와 멘리헨을 연결하는 곤돌라 케이블카이다. 곤델반 그린델발트-멘리헨 AG가 소유하고, 운영한다.
그린델발트-멘리헨 곤돌라 케이블카는 1978년 개통 당시 세계에서 가장 긴 승객 수송 곤돌라 케이블카였다.
2019년 12월 14일에 V-철도 프로젝트의 일환으로 그린델발트 터미널역과 아이거 익스프레스의 개통과 함께 재개장했다.

## 역사
케이블카는 눈이 내리고, 바람이 보호되는 멘리헨 스키 지역에 직접 접근할 수 있도록 하여 스키 시즌을 봄까지 연장하기 위해 제안되었다. 새로운 왕복 여행과 하이킹 명소를 만들고자 함이었다.
이 회사는 1978년에 설립되었으며, 케이블카는 1978년 12월 23일에 개통되었다. 케이블카는 하베거 마쉬넨파브리크 AG가 건설했으며, 비용은 CHF 22백만이 소요되었다. 건설 당시에는 총 길이 6.2km로 세계에서 가장 긴 공중 곤돌라 케이블카였다.
곤돌라는 2019년 12월에 재개장한 가라벤타의 곤돌라 리프트는 V-케이블카로 교체되었으며 10인용 111대의 곤돌라로 구성되었다. 도펠마이어가 건설 및 설계하고, 융프라우반 AG가 비용을 지불했다. 시간당 1,800명을 수송할 수 있어 능력이 두 배로 늘어났고, 이동 시간은 19분으로 크게 단축되었다.

## 운행
케이블카의 전체 길이는 6,071m가 넘다. 케이블카는 2개의 구간으로 구성되어 있으며 홀렌슈타인에 곤돌라가 케이블을 바꾸는 중간역이 있다. 각 곤돌라는 최대 4명의 승객을 태울 수 있으며 케이블카는 4m/s의 속도로 시간당 900명을 수송할 수 있다. 그린델발트에서 멘리헨까지의 여행 시간은 30분이다.

## 연결편
그린델발트에 있는 곤델반 기지국에서 벵에른알프 철도의 그린델발트 그룬트역까지 도보로 3분이 소요된다. 멘리헨의 곤델반 정상역에서 벵엔-멘리헨 공중 케이블카까지 도보로 4분이 소요된다.

## 같이 보기
- 아이거 익스프레스